# Сажка (хвороба рослин)

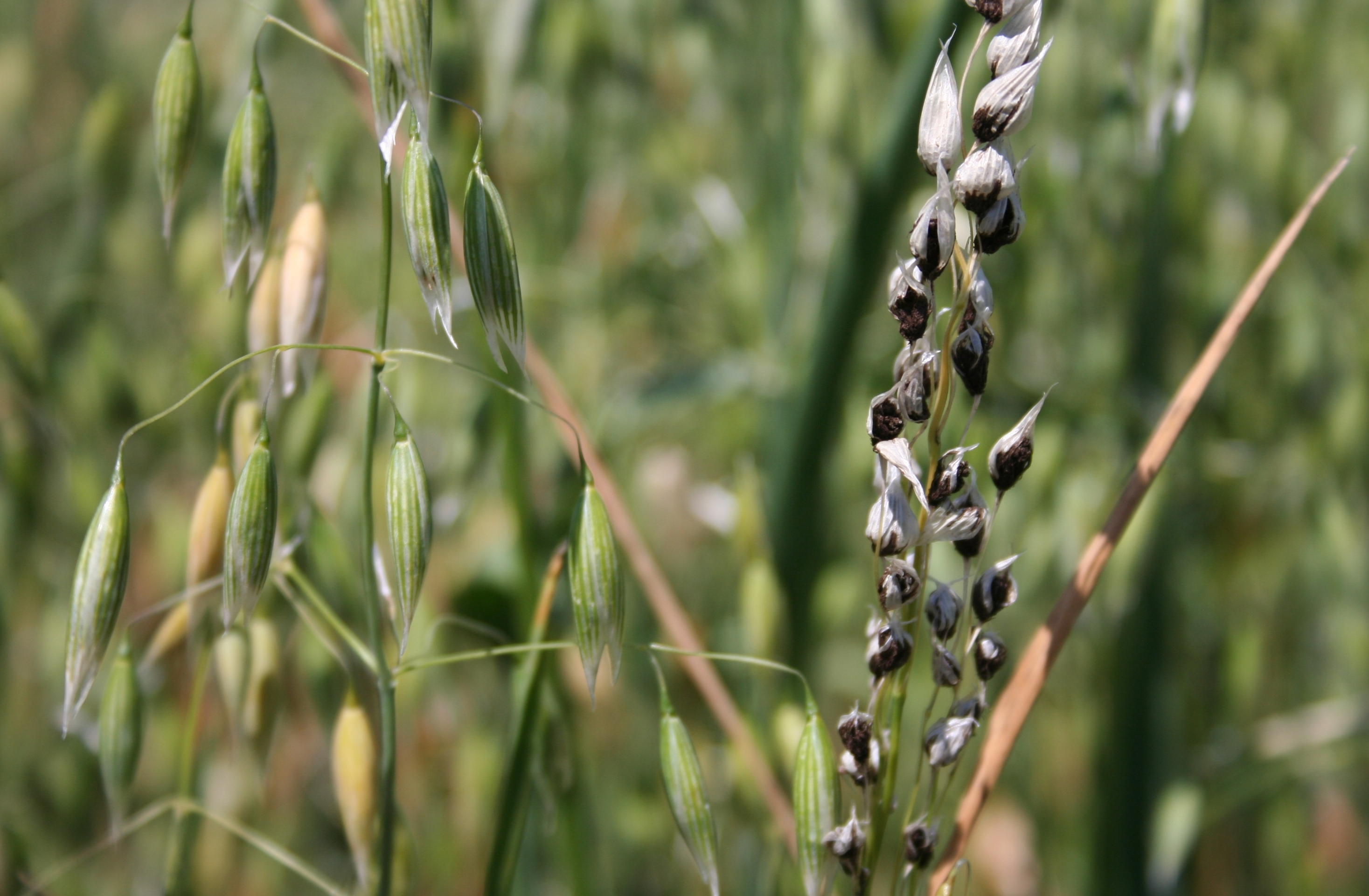
Колос вівса, уражений грибком Ustilago avenae

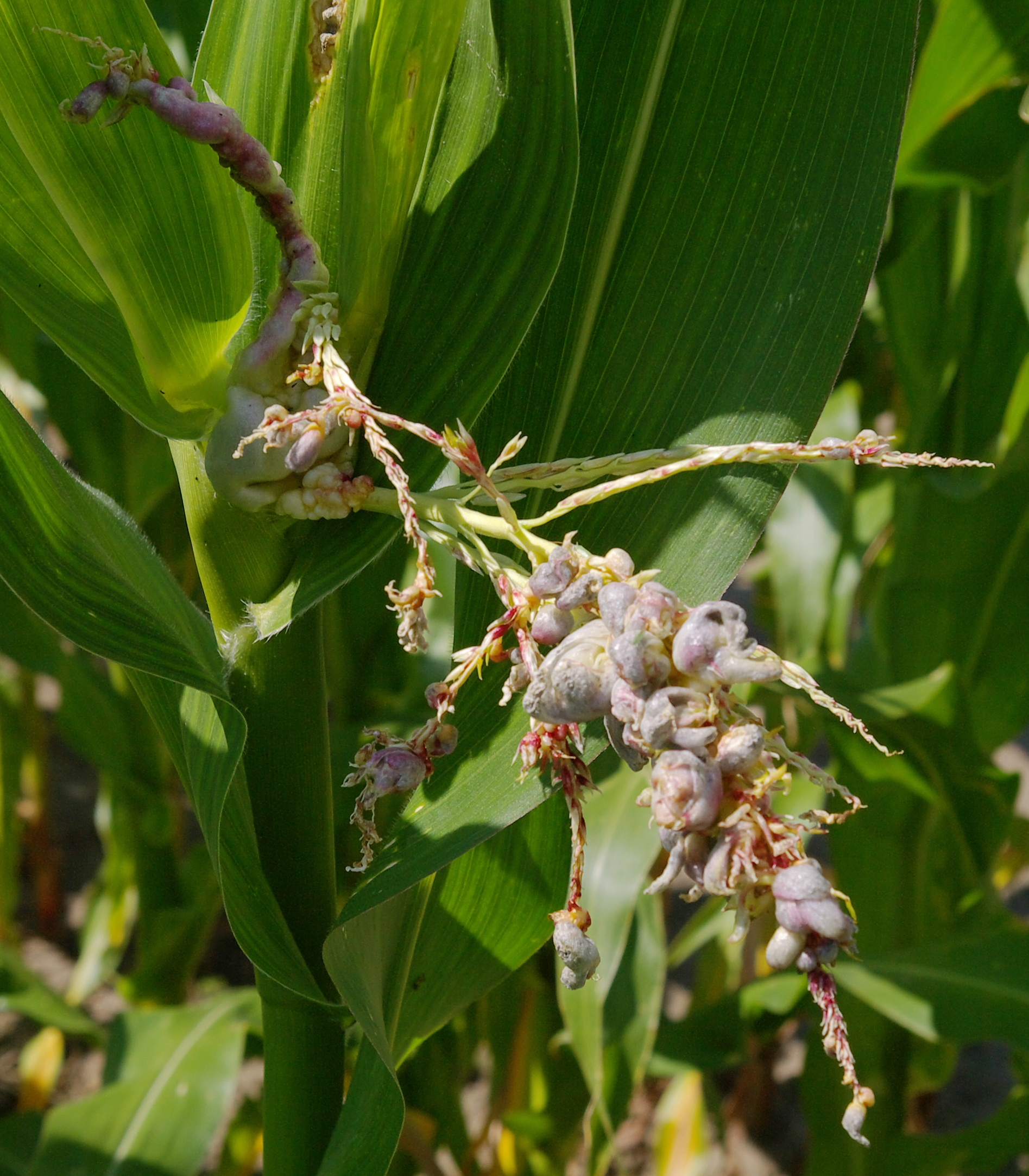
Головня кукурудзи пухирчаста, спричинювана грибком Ustilago maydis

Са́жка, головня́ — загальна назва хвороб рослин, збудниками яких переважно є гриби родів Ustilago і Urocystis, що належать до родини Ustilaginaceae порядку Ustilaginales класу Ustilaginomycetes. Деякі з грибів-збудників, втім, вже не відносять до цього класу, але хвороби, спричинювані ними, за традицією продовжують називати «головнею».
Головня з'являється зазвичай на злаках, рідше на рослинах інших родин. Виділяють такі види головні:
- Головня цибулі
- Головня кукурудзи пухирчаста (Ustilago maydis)
- Головня кукурудзи летуча (Sphacelotheca reiliana)
- Головня ячменю летуча (Ustilago nuda)
- Головня ячменю суцільна (Ustilago hordei)
- Головня вівса летуча (Ustilago avenae)
- Головня вівса суцільна (Ustilago avenae)
- Головня пшениці летуча (Ustilago tritici)
- Головня злаків смугаста
- Головня жита стеблова